# سیارک ۲۶۴۷۵
سیارک ۲۶۴۷۵ (به انگلیسی: 26475 Krisztisugar، نامگذاری:2000AD185)۲۶۴۷۵مین سیارک کشف شده‌است که در ۰۷ ژانویه ۲۰۰۰ کشف شد.